# Bruggmannia elongata
Bruggmannia elongata är en tvåvingeart som beskrevs av Maia och Márcia Souto Couri 1993. Bruggmannia elongata ingår i släktet Bruggmannia och familjen gallmyggor. Inga underarter finns listade i Catalogue of Life.